# 藤枝國家森林遊樂區

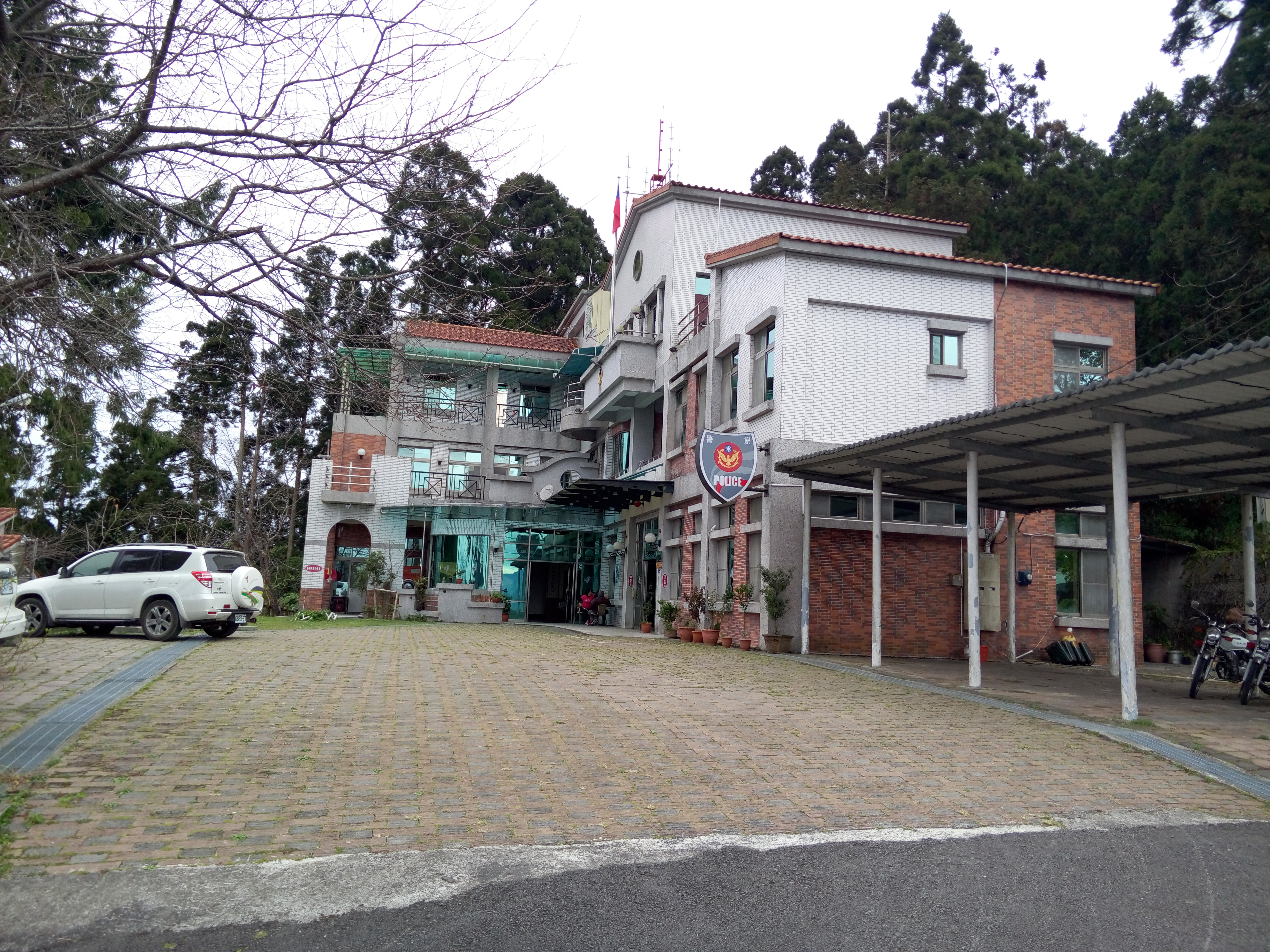
森濤派出所

藤枝國家森林遊樂區（Tengjhih National Forest Recreation Area）位於台灣高雄市桃源區寶山里，屬農業部林業及自然保育署屏東分署管轄，面積770公頃，海拔介於1500公尺至1804公尺之間。區內群山環繞，森林蒼翠，登高處可遠眺玉山、北大武山、卑南主山、大關山及小關山等高峰，適合登山、健行、賞花、觀蟲、賞鳥等活動，有「南部小溪頭」之稱。
遊樂區內有遊客中心、停車場、餐廳、步道、人工瀑布、賞鳥亭、觀景台等各項設施，及留有台灣日治時期「藤枝警備駐在所遺址」等遺跡。

## 2009年莫拉克颱風後
2009年，莫拉克颱風帶來持續性超大豪雨，藤枝林道18至19.5公里處發生崩塌，藤枝部落地基陷落，藤枝國家森林遊樂區因地滑災害暫停開放。
2019年3月31日，再度開放試營運，而目前藤枝聯外道路受多次颱風豪雨災害，仍無法修復至可全線通行之安全道路，林務局屏東林區管理處規劃以短期試營運模式，引導遊客經林下步道以步行進入園區。
2021年5月，重新開放。
2021年8月初，輕度颱風盧碧行經台灣，連續幾天的豪大雨重創高雄山區，雨量不輸莫拉克風災的大雨，造成通往園區的道路坍方，因此又再度休園。
2022年，重新開放。
2023年10月27日，配合藤枝聯外道路坍方路段修復工程重建的柔合橋通車。
2024年底，由於受到當年度凱米、山陀兒、康芮等颱風影響，聯外道路發生多處邊坡落石及路基流失的狀況，因而發包道路修復工程，並於2025年1月動工。為配合施工，將休園至2025年12月31日止。

## 外部連結
- 旅遊資訊 - 自然步道 - 藤枝國家森林遊樂區步道群 （页面存档备份，存于）
- 藤枝國家森林遊樂區 - 台灣山林悠遊網 （页面存档备份，存于）
- 藤枝國家森林遊樂區 - 交通部觀光局 （页面存档备份，存于）
- 旅遊資訊 - 國家森林遊樂區 - 藤枝國家森林遊樂區 （页面存档备份，存于）
- 茂林國家風景區 - 藤枝國家森林遊樂區 （页面存档备份，存于）
- 藤枝國家森林遊樂區 - 高雄旅遊網 （页面存档备份，存于）
- 藤枝國家森林遊樂區 （页面存档备份，存于）
- 藤枝國家森林遊樂區 - 國家森林遊樂區 _ 交通部中央氣象局 （页面存档备份，存于）
- 藤枝國家森林遊樂區的Facebook專頁